# Francesco Farioli
Francesco Farioli (Barga, 10 april 1989) is een Italiaanse voetbaltrainer. Hij tekende in juli 2025 een tweejarig contract als hoofdtrainer van FC Porto.

## Carrière

### Voetbaltrainer

#### Keeperstrainer
Farioli studeerde filosofie aan de Universiteit van Florence voordat hij als keeperstrainer aan de slag ging bij Margine Coperta, waar hij actief was van 2009 tot 2011. Vervolgens vervulde hij dezelfde rol bij Fortis Juventus, Lucchese en binnen de Aspire Academy in Qatar. Farioli werd benaderd door Roberto De Zerbi om te fungeren als keeperstrainer in zijn technische staf bij Benevento en Sassuolo.

#### Turks avontuur
Medio 2020 werd Farioli assistent-trainer bij Alanyaspor. Het team kende een succesvol seizoen. Desalniettemin verliet Farioli in maart 2021 de club om zijn eerste klus als hoofdtrainer aan te gaan bij Fatih Karagümrük. Op zijn 31e werd hij de jongste hoofdtrainer in het Turkse voetbal. In december van dat jaar verliet hij de club en werd hij aangesteld als hoofdtrainer van Alanyaspor.

#### Nice
Op 30 juni 2023 tekende Farioli een tweejarig contract bij het Franse OGC Nice. Onder zijn leiding kende Nice een sterke start van het seizoen en stond het enige tijd op de tweede plaats. Het leverde Nice-doelman Marcin Bułka de titel Speler van de Maand: September op. Uiteindelijk namen de resultaten af en daalde de ploeg enkele posities op de ranglijst. In zijn eerste en enige seizoen bij Nice eindigde het team op de vijfde plaats.

#### Ajax
Farioli tekende op 23 mei 2024 een driejarig contract als hoofdtrainer bij AFC Ajax, waar hij John van 't Schip opvolgde. Het contract ging in op 11 juni van dat jaar en heeft een looptijd tot en met 30 juni 2027. Na het teleurstellende seizoen 2023/24 werden de taken aan Farioli overgedragen. Hij zou samen met Van ‘t Schip en Alex Kroes een toen nieuw te vormen technische driehoek opzetten. Op 24 juli debuteerde de Italiaanse trainer bij Ajax met een 1-0 overwinning op FK Vojvodina in de tweede voorronde van de Europa League. In de week van 28 oktober 2024 beleefde Ajax onder leiding van Farioli een droomweek door op 30 oktober met 0-2 van Feyenoord te winnen en op 2 november met 3-2 van PSV. 
Op 19 mei 2025, een dag na de laatste speelronde van het seizoen 2024/25, maakte Farioli bekend te vertrekken bij AFC Ajax. Hij zou met het huidige bestuur niet op één lijn zitten over de toekomst. Farioli gaf in een interview met ESPN aan dat het bestuur en hij dezelfde verwachtingen voor de toekomst hadden, maar beiden een andere uitvoering wensten en gedachten daarover hadden. In het televisieprogramma Rondo gaf hij aan dat hij graag het kampioenschap had willen winnen, maar dat hij wel de doelstelling had behaald: minimaal de derde plek op de ranglijst en Europees voetbal. Na het gelijkspel tegen FC Groningen (2–2), de een na laatste wedstrijd van het seizoen, besloot hij te stoppen bij de club.

## FC Porto
Farioli werd op 6 juli 2025 gepresenteerd als nieuwe hoofdtrainer van FC Porto.
3 Djaló ·
4 Otávio ·
5 Marcano ·
6 Eustáquio ·
7 Gomes ·
8 Grujić ·
9 Aghehowa ·
10 Vieira ·
11 Pepê ·
12 Sanusi ·
14 Ramos ·
15 Sousa ·
17 Veiga ·
19 Namaso ·
20 Franco ·
22 Varela ·
23 Mário ·
24 Pérez ·
27 Gül ·
49 Sousa ·
52 Fernandes ·
70 Borges ·
74 Moura ·
86 Mora ·
91 Ribeiro ·
94 Portugal ·
97 Pedro ·
99 Costa  ·
Coach: Anselmi